# Anna Trzeciak
Anna Maria Trzeciak (ur. 13 sierpnia 1954 w Jeleniej Górze) – polska chemik, specjalizująca się w chemii metaloorganicznej i koordynacyjnej oraz katalizie homogenicznej. Nauczyciel akademicki na Uniwersytecie Wrocławskim.

## Życiorys
Urodziła się w 1954 roku w Jeleniej Górze, gdzie ukończyła szkołę podstawową i liceum ogólnokształcące. Następnie podjęła w 1973 roku studia chemiczne na Wydziale Matematyki, Fizyki i Chemii Uniwersytetu Wrocławskiego, które ukończyła w 1977 roku z wyróżnieniem magisterium, na podstawie pracy dyplomowej dotyczącej chemii nowych kompleksów metoksykarboksylanowych żelaza. W tym samym roku rozpoczęła studia doktoranckie na swojej macierzystej uczelni, zakończone w maju 1981 roku obroną pracy doktorskiej pt. Struktura i aktywność katalityczna kompleksów metali w reakcjach rozkładu wodoronadtlenków. Promotorem pracy był prof. Józef J. Ziółkowski. Rok przed obroną doktoratu podjęła pracę w Instytucie Chemii UWr. W 1991 roku uzyskała stopień naukowy doktora habilitowanego nauk chemicznych w zakresie chemii nieorganicznej na podstawie rozprawy pt. Struktura i reaktywność związków kompleksowych rodu w reakcji hydroformylacji. Cztery lata później otrzymała stanowisko profesora nadzwyczajnego, a w 2000 roku tytuł profesora zwyczajnego.
Po utworzeniu w 1995 roku Wydziału Chemii UWr została koordynatorem programu SOCRATES w tej jednostce naukowo-dydaktycznej. Dzięki tej działalności rozwinęły się studia zagraniczne studentów. W latach 1999–2005 pełniła funkcję pełnomocnika dziekana ds. studiów doktoranckich i zagranicznych. W latach 2005–2012 była prodziekanem Wydziału Chemii UWr ds. naukowych i współpracy z zagranicą, a w 2012 roku została wybrana dziekanem tego wydziału. Ponadto jest członkiem Polskiego Towarzystwa Chemicznego i Komisji Katalizy i Fizykochemii PAN. W latach 1996–2005 była opiekunem Koła Naukowego Studentów na Wydziale Chemii UWr. Za swoje osiągnięcia naukowe i dydaktyczne była nagradzana nagrodami Ministra Edukacji Narodowej (1981, 1982, 1986), Sekretarza Naukowego PAN (1983) oraz wielokrotnie nagrodami rektora Uniwersytetu Wrocławskiego.

## Dorobek naukowy
Jej zainteresowania naukowe związane są z chemią koordynacyjną i metaloorganiczną, głównie pierwiastków przejściowych. W swojej pracy naukowej koncentruje się głównie na badaniach struktury metaloorganicznych kompleksów rodu i ich aktywności katalitycznej w reakcjach hydroformylacji, izomeryzacji i uwodornienia związków nienasyconych. Jej dorobek naukowy obejmuje 72 prace, które zostały opublikowane w większości w czasopismach zagranicznych.